# Thelma Thall
Pour les articles homonymes, voir Thall.
Thelma Thall, née en décembre 1924 à Columbus (Ohio), est une pongiste américaine. Elle a été championne du monde à deux reprises (en double mixte et par équipes) à la fin des années 1940.

## Biographie
Née à Columbus en Ohio, elle est la sœur cadette de Leah Thall Neuberger, avec qui elle a été championne en double des États-Unis à trois reprises en 1947, 1948 et 1949.
Elle a remporté le titre mondial en double mixte en 1948, associée à Richard Miles, et le titre par équipes (coupe Corbillon) en 1949.

## Distinction
Elle a été introduite dans le Temple de la renommée du tennis de table en 1980, et elle a reçu avec sa sœur le prix Table Tennis Mark Mathews Lifetime Achievement en 2005,.

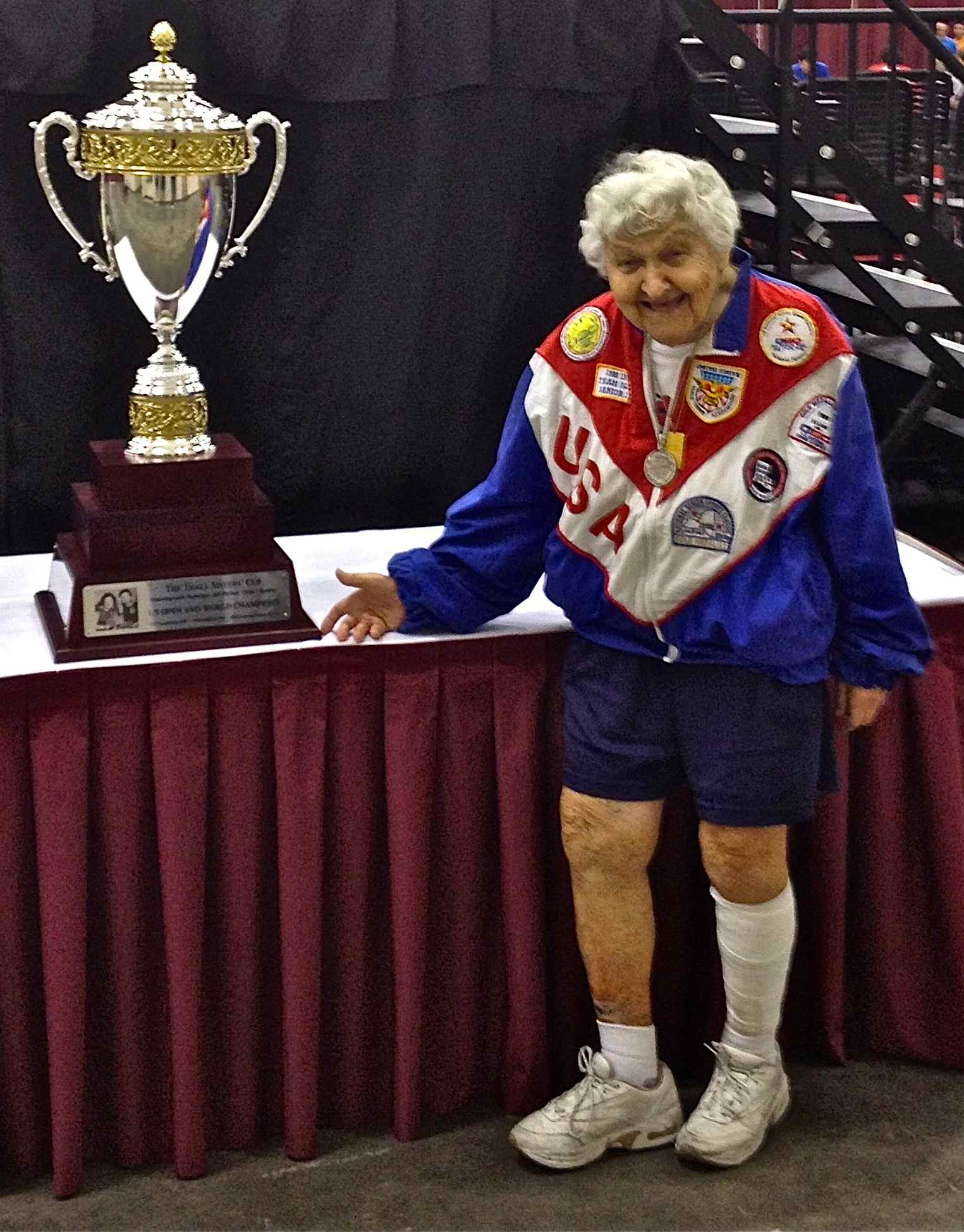
Thelma Thall "Tybie" en 2012.